# Port lotniczy Dakar-Diass
Port lotniczy Dakar-Diass – międzynarodowy port lotniczy w Senegalu, położony 43 km na wschód od centrum Dakaru, w pobliżu miejscowości Diass. Lotnisko zostało otwarte w grudniu 2017 roku i zastąpiło port lotniczy Dakar. Jest największym lotniskiem w kraju

## Linie lotnicze i połączenia
| Linia Lotnicza      | Kierunek |
| ------------------- | --- |
| Air Algerie         | 1. Algier |
| Air Burkina         | 1. Bamako 2. Wagadugu |
| Air Cairo           | 1. Kair 2. Wagadugu |
| Air Côte d'Ivoire   | 1. Abidżan |
| Air France          | 1. Paryż-Charles de Gaulle |
| Air Senegal         | 1. Abidżan 2. Bamako 3. Bandżul 4. Bissau 5. Cap Skirring 6. Casablanca 7. Konakry 8. Kotonu 9. Douala 10. Freetown 11. Dżudda 12. Libreville 13. Mediolan-Malpensa 14. Nowy Jork-JFK 15. Nawakszut 16. Paryż-Charles de Gaulle 17. Praia 18. Sal 19. Ziguinchor |
| ASKY Airlines       | 1. Bissau 2. Lomé 3. Praia |
| Binter Canarias     | 1. Gran Canaria |
| Brussels Airlines   | 1. Bandżul 2. Bruksela 3. Konakry |
| Delta Air Lines     | 1. Nowy Jork-JFK |
| Emirates            | 1. Dubaj |
| Ethiopian Airlines  | 1. Addis Abeba 2. Bamako |
| Iberia              | 1. Madryt |
| ITA Airways         | 1. Rzym-Fiumicino (od 5 lipca 2024) |
| Kenya Airways       | 1. Abidżan 2. Akra 3. Nairobi |
| Luxair              | Sezonowo: 1. Luksemburg |
| Mauritania Airlines | 1. Abidżan 2. Bamako 3. Konakry 4. Freetown 5. Nawakszut |
| Neos                | 1. Mediolan-Malpensa 2. Rzym-Fiumicino Sezonowo: 1. Werona |
| Royal Air Maroc     | 1. Casablanca |
| Smartwings          | Sezonowe czartery: 1. Praga |
| TAP Portugal        | 1. Lizbona |
| Transair            | 1. Bandżul 2. Bissau 3. Cap Skirring 4. Konakry 5. Freetown 6. Kolda 7. Praia 8. Ziguinchor Czartery: 1. Kedougou 2. Tambacounda |
| Transavia           | 1. Lille (od 30 października 2024) 2. Nicea (od 27 października 2024) 3. Marsylia Sezonowo: 1. Bordeaux 2. Lyon 3. Tuluza |
| TUI Airways         | Sezonowo: 1. Londyn-Gatwick |
| TUI fly Belgium     | 1. Bruksela |
| TUI fly Deutschland | 1. Düsseldorf |
| TUI fly Netherlands | Sezonowo: 1. Amsterdam |
| Tunisair            | 1. Konakry 2. Tunis |
| Turkish Airlines    | 1. Stambuł |
| Vueling Airlines    | 1. Barcelona |